# Нанна Блонделл
Нанна Оріана Блонделл (народилася 6 серпня 1986 року) — шведська актриса театру і кіно, телеведуча. Відома за роллю у фільмі "Чорна вдова " від Marvel Studios а також за роль у серіалі Дім Дракона.

## Біографія
Блонделл має ступінь Стокгольмської академії драматичних мистецтв.

### Кінокар'єра
Блонделл дебютувала в 2005 році на екрані в драматичному серіалі Sveriges Television "Livet enligt Rosa ". Пропрацювавши деякий час як віджей на MTV Швеції, наступного року вона отримала роль в епізоді поліцейської драми "Beck " і роль у мильній опері "Andra avenyn ".
Вона виросла як актриса, коли приєдналася до акторського складу популярної науково-фантастичної драми "Справжні люди ", серіалу, який транслювався по всьому світу, включаючи Велику Британію та Францію. Вона дебютувала в англомовному французькому серіалі «Ø», знятому в Данії.
У 2018 році вона отримала одну з ролей у французькому художньому фільмі Soeurs d'armes (Сестри зі зброї), натхненному справжнім військовим підрозділом з курдськими жінками, езидами та бійцями опору, що борються з ІДІЛ. Вона була єдиною актрисою, яка не говорила французькою мовою. Вона грала роль афроамериканського снайпера.
У 2019 році вона оголосила в соціальних мережах, що мала секретну роль у "Чорній вдові " американської студії Marvel.
Її останнім на сьогоднішній день проектом став фільм Red Dot, перший повнометражний фільм Netflix, знятий у Швеції, з Анастасіосом Сулісом в головній ролі.

### Театральна кар'єра
З 2013 року Нанна Блонделл вважається співробітником у Королівському драматичному театрі Швеції, але перебуває в неоплачуваній відпустці, оскільки багато часу проводить на зйомках у кіно- та телепроектах.

## Особисте життя
Блонделл родом з Гани, вона веде підкаст "Fenomenala kvinnor" (Феноменальні жінки), де вона бере інтерв'ю у успішних шведських темношкірих жінок. У дитинстві вона хотіла стати актрисою, але оскільки на той час у Швеції майже не було темношкірих актрис, вона не думала, що це можливо.
У 2016 році вона дебютувала як режисер у короткометражному фільмі "Noni & Elizabeth". Цей фільм був офіційно відібраний на кінофестивалі в Лос-Анджелесі, шорт-фестивалі в Палм-Спрінгсі та кінофестивалі в Гіффоні.
Її агент — фінсько-шведський менеджер Лаура Мюнстерхельм, той самий агент, що і у шведської актриси Ребекки Фергюсон і у володарки премії Оскар Алісії Вікандер.